# Frédéric Noirhomme
Frédéric Noirhomme (* 5. září 1981 Namur) je belgický kameraman, režisér a scenárista. Svou kariéru zahájil natáčením krátkometrážních snímků různých režisérů, včetně Laurence Bibota. Po několika letech se začal prosazovat také na poli celovečerních filmů, jedním z prvních byl Zabijte mě, prosím (2010) režiséra Oliase Barca. Později pracoval například na filmech Jsem fanda Standardu (2013), Préjudice (2015) a Paul Sanchez est revenu! (2018). Za film Préjudice byl nominován na cenu Magritte du cinéma. V roce 2010 natočil ve spolupráci s Olivierem Burletem krátký film Eisbär – vedle kamery byl rovněž jeho spolurežisérem a spoluscenáristou. V roce 2012 byl členem poroty na festivalu dokumentárních filmů v Bruselu a téhož roku vystavoval své fotografie v organizaci CIVA.